# جو نورث
جو نورث (انگلیسی: Joe North؛ ۲۳ سپتامبر ۱۸۹۵ – ۲۴ اوت ۱۹۵۵) بازیکن فوتبال اهل بریتانیا بود.
از باشگاه‌هایی که در آن بازی کرده‌است می‌توان به باشگاه فوتبال آرسنال، باشگاه فوتبال گیلینگام، باشگاه فوتبال واتفورد، باشگاه فوتبال ردینگ، باشگاه فوتبال شفیلد یونایتد، و باشگاه فوتبال نوریچ سیتی اشاره کرد.